# Via Francígena

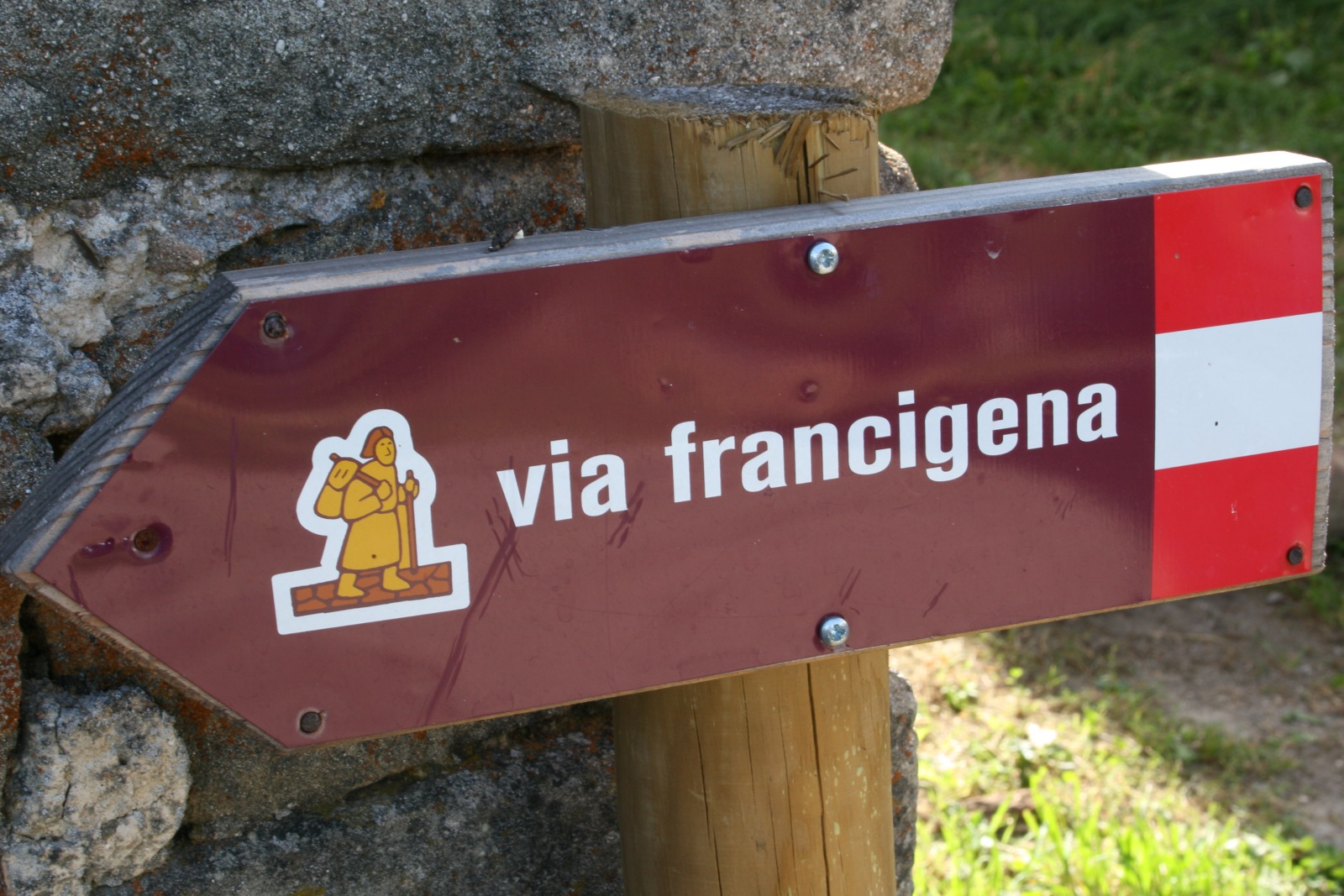
Un cartell del camí, situat a Itàlia

La via Francígena és una antiga ruta medieval que portava fins a la tomba de Sant Pere, a Roma, des de Canterbury. És un camí d'uns 1.700 km que passa a través d'Anglaterra, França, Suïssa –és obligat el pas per la Catedral de Lausana–, pel coll del Gran Sant Bernat i Itàlia. A l'època medieval era una via important de pelegrinatge. Per als pelegrins que es dirigien cap al nord es coneixia com a via Francígena; per als que es dirigien cap al sud, via Romea.
El nom prové de camí dels Francs.

## El pelegrinatge a Roma
«Tots els camins porten a Roma»
Roma, junt amb Terra Santa i Sant Jaume de Compostela, és un dels tres grans centres de pelegrinació cristiana des de l'edat mitjana.
La via Francígena va ser la principal ruta de pelegrinatge cap a Roma des del nord. Fins i tot actualment hi ha pelegrins que viatgen per aquesta ruta, però en menor nombre que els que ho fan pel camí de Sant Jaume.
L'origen de la via Francígena es coneix d'ençà que l'arquebisbe de Canterbury, Sigeric el Seriós, va fer la primera peregrinació a Roma l'any 990 per rebre el pal·li episcopal de mans del papa Joan XV, i va descriure les 79 etapes del seu viatge.